# Старая Старица
Ста́рая Стари́ца — озеро у реки Уфы в Калининском районе Уфы.
Популярное место отдыха.
Площадь водоёма 0,37 км². Высота над уровнем моря — 87,4 м.
Впадает река Юрмаш, вытекает протока Юрмаш в Уфимку.
Код объекта в государственном водном реестре — 10010201411111100005396.